# Holascus ridleyi
Holascus ridleyi är en svampdjursart som beskrevs av Schulze 1886. Holascus ridleyi ingår i släktet Holascus och familjen Euplectellidae.
Artens utbredningsområde är Filippinerna. Inga underarter finns listade i Catalogue of Life.